# 德川家茂
德川家茂（日语：〔〕／ Tokugawa Iemochi，1846年7月17日—1866年8月29日）是日本江戶幕府第14代征夷大將軍兼右近卫大將，他是第13代將軍德川家定的堂弟。初名慶福（日语：／ Yoshitomi），就任將軍前是德川御三家纪州藩第13代藩主。
德川家茂是德川齊顺（清水德川家同時也是纪州德川家的當主）的長男，德川齊順在家茂出生前就去世。德川家茂的祖父是德川家齊、祖母是妙操院。御台所是孝明天皇的妹妹和宮親子內親王（静寬院）。官方说法未娶側室（然而據說和其他女性有過關係、根据對家茂墓所的調查结果，也证明这种说法）。家茂4岁就成为纪州藩主，是德川家家谱中與没有子嗣的第13代將軍德川家定血统最近的人。家茂在井伊直弼等南纪派的支持下，13岁就成为第14代將军。不光是血统上，其果斷敏銳的办事风格也得到胜海舟等阁僚重臣的深厚信赖，但其與孝明天皇同在1866年病逝，對德川幕府而言是極大打擊。

## 生涯
弘化3年（1846年）闰5月24日，作为长男出生于江戶的纪州藩邸（现东京都港区），幼名菊千代，父亲是纪州藩第11代藩主德川齊順。嘉永2年（1849年），家茂的叔父、第12代藩主德川齊彊去世，以养子身份继任家督，成为纪州藩第13代藩主。
安政5年（1858年），在與一桥派的后继之争中取胜，於第13代將军德川家定死后继任为第14代將军。當时只有13岁的家茂以第11代將军德川家齊孙子的身份压倒德川庆喜继任將军。直到文久2年（1862年）一直受到田安庆赖、一桥庆喜等人的监视和制约。
文久2年（1862年），作为公武合体政策的一环與和宮结婚。虽然是政略结婚，但对和宮非常殷切，頻頻送禮，兩人關係相當良好。被认为是德川家历代將军中與正室关系最为和谐的。
文久3年（1863年），相隔229年后以將军身份上洛（上一位是三代將軍德川家光），向妻兄孝明天皇立下尊皇攘夷的誓言。庆应元年（1865年），朝廷处罚了作出兵库开港決定的老中阿部正外等人，家茂以辞去將军职位要挟，孝明天皇十分惊慌，马上撤销处分决定，并约定此后不再干预幕府人事。
庆应2年（1866年），家茂在第二次长州征伐途中在大阪病倒。孝明天皇得知后派典药寮医师高阶经由和福井登前往治疗。江户的天璋院和和宮也急忙分别派遣侍医大膳亮弘玄院、多纪养春院（多紀安琢）、远田澄庵、高岛祐庵、浅田宗伯等人前往。然而徒劳无功、家茂于同年7月20日在大坂城病逝。享年僅21岁，之後下葬於三緣山廣度院增上寺（東京都港區），戒名昭德院殿光蓮社澤譽道雅大居士。
昭和33年（1958年）到35年（1960年）増上寺德川將軍家墓地改葬时，根据对德川家遗骨调查过的铃木尚所写《骨は語る 徳川將軍・大名家の人びと(遗骨所叙说的將军一家)》记载，家茂去世时没有剃发。家茂有很厉害的龋齿、残存的31颗牙齿中30颗是蛀牙。與家茂牙齿不好且非常好吃甜食的大奧記录吻合。有人认为龋齿造成体力虚弱、脚气攻心，并且医师之间各执一词怠誤治疗（高阶等中医认为是脚气、西医的幕府医师认为是风湿）是夺去家茂生命的原因。
墓地改葬时，在和宮墓中發現疑似家茂的男性武士肖像照。由於此前资料並無記載家茂像妻子和宮的兄長孝明天皇一樣有拍過照的記錄，推测或許是未與和宮成婚的有栖川宫炽仁親王。後來研判是家茂去世前在大阪拍摄相片后，送给在江户的和宮。然而发现后的第二天，这张照片因日照而失去影像，只留下玻璃板。
同時，棺木中還發現了封好的女性長髮，髮質同和宮的完全不同。由於棺木是在大阪就已經封好，此時和宮一直在江戶，所以推測頭髮是和家茂一起的女性所有，家茂應該有隨行的侍妾（日本武士的側室與妾是不同的，側室的地位較高）。

## 妻妾
- 御台所：靜寬院 和宮親子內親王

## 年表
| 和历     | 西历   | 月日 （旧历） | 内容                                                                                               |
| -------- | ------ | ------------- | -------------------------------------------------------------------------------------------------- |
| 弘化3年  | 1846年 | 5月8日        | 父・德川齊順去世。                                                                                 |
| 弘化3年  | 1846年 | 闰5月24日     | 作为德川齊顺長子在江户纪州藩江戶藩邸（现：東京都港區）出生。                                       |
| 弘化4年  | 1847年 | 4月22日       | 成为纪州藩主德川齊彊養子。                                                                         |
| 嘉永2年  | 1849年 | 闰4月2日      | 繼任纪州藩主。                                                                                     |
| 嘉永4年  | 1851年 | 10月9日       | 元服。改名為慶福、授從三位左近卫权中將。                                                           |
| 嘉永6年  | 1853年 | 6月22日       | 第12代征夷大將軍德川家慶病逝。                                                                     |
| 嘉永6年  | 1853年 | 10月23日      | 德川家定继任第13代將军。                                                                           |
| 安政5年  | 1858年 | 5月1日        | 同一桥庆喜（德川庆喜）一起作为將军家定的继任候补、支持庆福的井伊直弼任大老后、正式成为將军后继人。 |
| 安政5年  | 1858年 | 10月24日      | 授正二位权大纳言。                                                                                 |
| 安政5年  | 1858年 | 10月25日      | 授内大臣、兼任右近卫大將。宣征夷大將軍源氏長者。改名家茂。                                         |
| 万延元年 | 1860年 | 3月3日        | 櫻田門外之變。井伊直弼遭暗杀。                                                                     |
| 文久2年  | 1862年 | 2月11日       | 同仁孝天皇之女孝明天皇之妹和宮结婚。                                                               |
| 文久3年  | 1863年 | 3月4日        | 为了得到朝廷对攘夷的支持、第3代將军德川家光以来首次上洛。                                          |
| 元治元年 | 1864年 | 1月21日       | 加封从一位右大臣。保留右近卫大將。                                                                 |
| 元治元年 | 1864年 | 8月2日        | 第1次长州征伐。                                                                                    |
| 庆应2年  | 1866年 | 6月7日        | 第2次长州征伐。                                                                                    |
| 庆应2年  | 1866年 | 7月20日       | 因脚气性心臟病病逝於大阪城。得年僅21岁。追贈正一位太政大臣。                                       |

## 评价
家茂一生只有短暫的21年和7年多的將軍任期，但在幕府末期得到了很高的评价。胜海舟曾经评价说：「（如此年轻且浮沉於动乱年代，如果他能长寿一些，或許能以明君之名流芳于世。是一位武勇杰出的人物）」。
家茂在幕府家臣之间有威望，尤其对家臣和女性以及动物有极其温情的一面，同时性格刚毅果斷，明治以后也为旧幕府的家臣们所称颂。

## 人物
- 喜欢羊羹、冰糖、金平糖、卡斯提拉等甜食。
- 从四肢骨推算，身高156.6cm左右。

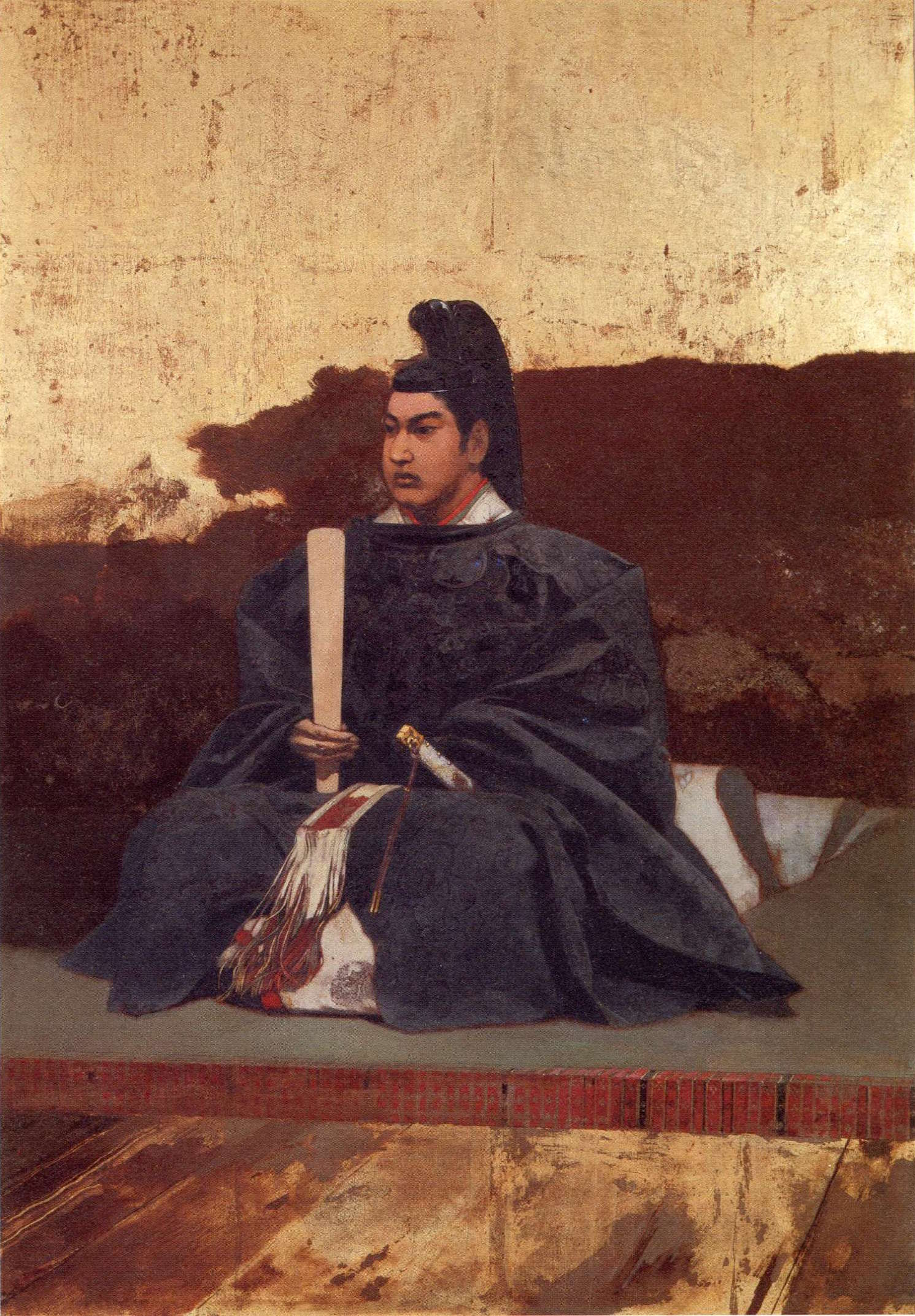
德川家茂 （川村清雄畫）

- 从遗骨看，脸长、鼻高、下巴突出（即戽斗／反牙），肖像画也表现了这些特点。
- 庆喜来探望时，與其平静地对话，并没有因为他是將军继任的竞争者而有不自然。
- 根据《増上寺徳川將軍家墓とその遺品・遺体》，家茂的血型是A型。

## 逸事
- 少年时喜欢养鱼养鸟玩耍。13岁继任將军元服后抛却这些爱好，专心致志修学文武两道，立志当一个有德有能的將军。当时的家臣在他生前死后都十分感叹。
- 幕臣户川播磨守安清是书法名人。年过70仍然被推举为家茂书法先生。有一次在授课中、家茂突然將冼筆碟上的水弄洒落地，並笑道「明天再学吧」随即走出书房。同席的侍从都唏嘘家茂举止异常，安清却哭了起来。侍从问他是不是因为家茂的玩笑太过分，安清说原来是自己因年老而小便失禁。按当时惯例在给將军上课时发生类似情况会被严惩，家茂觉察到安清的失态而故意有此举动使安清規卻责任。（安清的亲戚户川残花「幕末小史」中所写）。
- 文久3年（1863年）4月、家茂奉朝廷之命实行攘夷政策、乘坐幕府军舰顺动丸去大阪视察。指挥顺动丸的胜海舟说明军舰的性能时家茂表现出非常强的领悟能力。胜海舟顺势提出培养海军人材的问题、家茂当场下令设置神户海军操练所。同年12月上洛时、采用胜海舟的进言乘坐顺动丸（也有说是因为上次上洛去的时候陆路花了22天，返回江户乘顺动丸只用了3天）。海中大浪晕船人很多的时候、侧近建议走陆路的时候家茂回答「海上的事情就交给海军」、表现出对胜海舟极大的信任。胜海舟也因此对家茂感激不尽並忠心耿耿。家茂死后胜海舟近乎绝望、在日记里写下「德川家、今日滅ぶ(德川家，今天灭亡了)」。此后胜海舟为了保护德川家的存续、为了自己不喜欢的德川庆喜而奔走效命。晩年谈起家茂、以病弱的躯体担负时代变革的重责时总是含着泪说「お気の毒の人なりし(对不起他啊)」。
- 欧洲的法国、意大利是绢的产地。1850年由於原生生物為起因而流行蚕的传染病，致两国的养蚕业几乎毁灭，因此家茂收集了蚕卵送给拿破仑三世，而法国研究日本蚕之后改良了品种。日後，拿破仑三世听说日本幕府末期的动乱，需要好马改良，於是在文久3年（1863年）送了26匹阿拉伯马作为回礼，当时幕府首脑計劃將這批馬安置在小金牧(現今位於千葉縣松戶市附近)牧場繁殖軍馬，但因幕府在戊辰戰爭後倒台而消失。

## 登場作品
影視劇
- 勝海舟（1974年、NHK大河劇、演：五代目坂東八十助）
- 花神（1977年、NHK大河劇、演：小林芳宏）
- 宛如飛翔（1990年、NHK大河劇、演：三宅喜章→小林正則（日语：小林正則）→若菜孝史（日语：若菜孝史））
- 德川慶喜（1998年、NHK大河劇、演：木田健太→水橋研二（日语：水橋研二）→進藤健太郎（日语：進藤健太郎））
- 篤姬（2008年、NHK大河劇、演：松田翔太）
- 龍馬傳（2010年、NHK大河劇、演：中村隼人）
- 直衝青天（2021年、NHK大河劇、演：磯村勇斗）

其他在電視演劇中演家茂的人物
- - 『大奥 1968年』　石坂浩二
  - 『大奥 1983年』　広岡瞬
  - 『花の生涯 井伊大老と桜田門』 青井敏之
  - 『竜馬におまかせ!』　山崎邦正
  - 『大奥 2003年』　葛山信吾（スペシャル版では神木隆之介）
  - 『大奥 舞台』 金子昇

動畫／漫畫
- - 『陽だまりの樹』（井伊が推す幼君としてわずかに登場する）
  - 『お〜い!竜馬』
  - 『士道』
  - 『銀魂』德川茂茂
  - 『青之壬生浪』菊千代